# Paul Molitor
Paul Leo Molitor, soprannominato "Molly" e "The Ignitor" (Saint Paul, 22 agosto 1956), è un allenatore di baseball e giocatore di baseball statunitense che ha giocato nel ruolo di interno nella Major League Baseball (MLB) e dal 2015 è il manager dei Minnesota Twins. È stato introdotto nella National Baseball Hall of Fame nel 2005.

## Carriera
Molitor fu selezionato la prima volta dai St. Louis Cardinals al 28º turno del draft 1974, ma rifiutò. Accettò la seconda volta durante il draft 1977, quando fu selezionato al primo turno come 3ª scelta assoluta dai Milwaukee Brewers.
Molitor iniziò la carriera come interbase, prima di spostarsi in seconda base quando Robin Yount fece ritorno da un breve infortunio. Debuttò nella MLB il 7 aprile 1978, al County Stadium di Milwaukee, contro i Baltimore Orioles. Disputò 125 partite con una media battuta di .273 e 6 fuoricampo, 45 punti battuti a casa (RBI) e 30 basi rubate. Nel 1981 giocò anche come esterno centro e destro per evitare gli infortuni del gioco da interno. Fu poi spostato in terza base prima della stagione 1982. Molitor fu parte di una giovane squadra dei Milwaukee Brewers che perse le World Series 1982 in sette partite con i St. Louis Cardinals. Molitor batté con .355 durante quella serie. In gara 1 colpì 5 valide, un record delle World Series. Nella stagione 1982 batté con .302 e guidò l'American League (AL) con 136 punti segnati.
Molitor faticò per gli infortuni all'inizio della carriera, venendo inserito in lista infortunati per sei volte tra il 1980 e il 1986. Nel 1987 si impose all'attenzione nazionale con una striscia di 39 gare consecutive con almeno una valida. Verso la fine della striscia, l'opinionista Mike Downey scrisse che "la corsa sorprendente della recente striscia di Paul Molitor non è che abbia battuto in 33 gare consecutive ma che abbia disputato 33 gare consecutive." He played in 105 games that season. Tale striscia rimane la quinta più lunga della storia moderna del baseball e la più lunga dalle 44 gare di Pete Rose nel 1978.

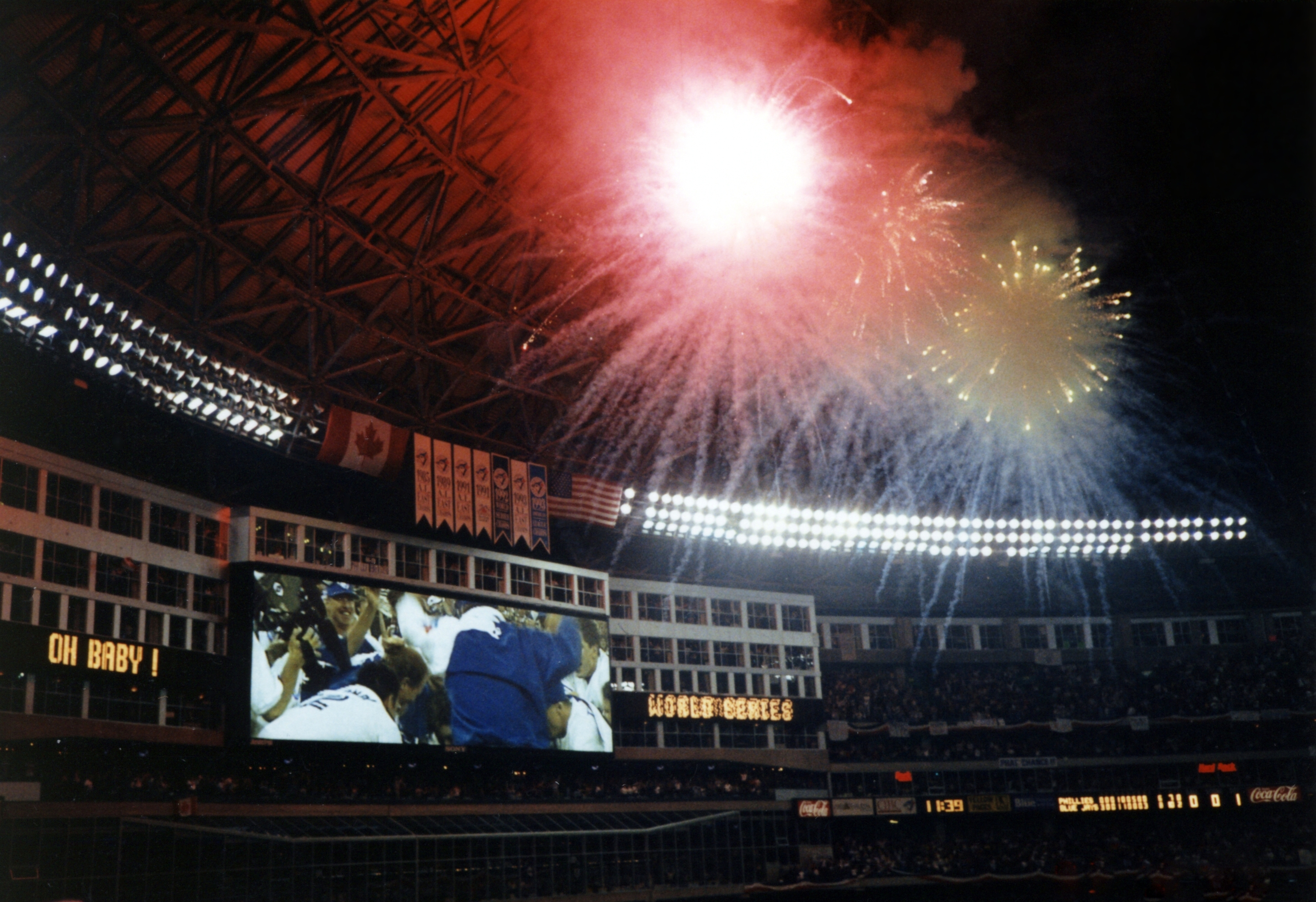
I fuochi d'artificio dopo la vittoria delle World Series 1993

Anche se Molitor desiderava rimanere a Milwaukee quando divenne free agent dopo la stagione 1992, la franchigia gli offrì un contratto annuale con una riduzione di stipendio (da 2,5 milioni di dollari a 900.000), mentre i Toronto Blue Jays gli offrirono un triennale da 13 milioni di dollari, optando quindi per firmare con questi ultimi.
Molitor si impose subito anche con la nuova squadra, battendo con .332, con 22 home run e 111 RBI. Disputò i playoff per la prima volta dal 1982, e fu un componente chiave del secondo titolo consecutivo dei Blue Jays. Batté 2 doppi, 2 tripli e 2 fuoricampo nelle World Series 1993, venendo premiato come MVP della serie e pareggiando un record dell'evento dopo avere battuto con .500 (12 su 24) in sei partite. Nel 1993, Molitor guidò l'American League in turni in battuta (725) e valide (211).
Nel 1996, Molitor passò ai Minnesota Twins dove raggiunse le Club delle 3.000 valide in carriera, il primo a tagliare tale traguardo con un triplo. Quell'anno divenne il secondo giocatore della storia dopo Sam Rice a battere oltre 200 valide superati i 40 anni. Si ritirò dopo la stagione 1998. Nel 1999, The Sporting News lo inserì al 99º posto nella classifica dei migliori cento giocatori di tutti i tempi.
Dal 2015 Molitor allena i Minnesota Twins e nel 2017 è stato premiato come manager dell'anno dopo avere portato la squadra a una wild card per i playoff.

## Palmarès

### Club
- World Series: 1

Toronto Blue Jays: 1993

### Individuale
- MLB All-Star: 7

1980, 1985, 1988, 1991–1994
- MVP delle World Series: 1

1993
- Silver Slugger Award: 4

1987, 1988, 1993, 1996
- Manager dell'anno dell'American League: 1

2017
- Numero 4 ritirato dai Milwaukee Brewers
- Club delle 3.000 valide